# 조기봉
조기봉(趙基鳳, 1893년 1월 8일 ~ ?)은 대한제국 독립운동가이다.

## 주요 이력
본관은 평양(平壤), 아명(兒名)은 조쌍동(趙雙童, 1893년 출생명.)이며 개명(改名) 前 이름은 조기담(趙基淡, 1895년 개명.)이고 1896년 조기봉(趙基鳳)으로 최종 개명(最終 改名)하였다. 호(號)는 백산(白山).

## 생애
평안도 영변군 泰平面 下西里 440番地에서 출생하였고 지난날 한때 청 제국 만저우 지방 지린 성 판스 현 성내 연통산(淸 帝國 滿洲地方 吉林省 盤石縣 城內 煙筒山) 촌락에서 잠시 유아기를 보낸 적이 있는 그는 1898년 대한제국 평안북도 영변 향리에 귀국 및 귀향하여 1910년 2월 15일에서 1910년 5월 31일까지 평안북도 용천군 예하 군서기관 직책을 지냈으며 1910년 5월 31일을 기하여 3개월간의 대한제국 관료 직책을 사퇴하였다. 그 후 1910년 8월 29일을 기하여 한일 합방 늑약 사건이 터지자 청나라 만저우 지방 지린 성 지린(吉林)으로 건너간 그는 1919년 2월에 귀국하여 1개월 후 평안북도 신의주 땅에서 3·1 대한 독립 만세 운동에 참가하였으며 그 후 1922년 8월경 천마산대(天摩山隊)에 가입하여 1924년 6월 평안북도 희천군 희천면 원명동리(平安北道 熙川郡 熙川面 圓明洞里)에서 일제에 협력한 희천면 면장(面長) 송계원(宋啓源)의 저격과 일제 경찰관의 무기 등을 운반하는데 협조한 장덕수(張德守)의 처단을 시도하였지만 끝내 모두 미수에 그쳤다.
천마산대는 3·1운동 직후인 1920년 3월경 최시흥(崔時興)이 조직한 독립군단으로 평안북도 의주 지방의 험준한 산악 지대인 천마산을 근거로 주요 활동하였다. 주로 군자금 모집, 일제 식민 통치 관련 기관의 파괴, 일본군 밀정 및 친일 분자의 처단, 일제와의 교전 등을 적극적으로 수행하였으며, 광복군 총영(光復軍 總營) 및 대한통의부(大韓統義府)·참의부(參議府) 등과 각각 연계를 맺으며 활동하기도 하였다.
활성적으로 독립 운동에 매진하던 차에 결국 조기봉은 1935년 3월에 체포되어 평안북도 신의주지방법원(平安北道 新義州地方法院)에서 징역(懲役) 5년형을 선고받고 평안북도 신의주형무소(平安北道 新義州刑務所)에서 복역하였으며 1940년에 만기출감하였다. 1941년에 일제 강점기 조선국 평안북도 지방 생활을 모두 청산하고 1942년 1월에 경성부로 상경한 그는 결국 3년 후 1945년 양력 8월 15일을 기하여 서울 마포에서 조선 광복을 목도하였다. 그 후 1946년 5월 26일에서 1948년 2월 29일까지 한국독립당 행정사무위원 직위를 지냈으며 1948년 2월 29일을 기하여 한국독립당 탈당을 한 그는 결국 전라북도 김제에 낙향하여 농사로 소일하며 지내다가 결국 1950년 6·25 한국 전쟁 당시 전라북도 김제 땅에 침입한 괴뢰 북조선 공산군에게 납북되었다.

## 사후
대한민국 정부는 선생의 공훈을 기리고자 2009년 3월 1일을 기하여 대한민국 건국훈장 애국장을 추서하였다.

## 같이 보기
- 김두만
- 조기담